# Luftfartsstyrelsen
Luftfartsstyrelsen (LFS) var en svensk tillsynsmyndighet för civil luftfart med huvudkontor i Norrköping.
Luftfartsstyrelsen påbörjade sin verksamhet den 1 januari 2005. Luftfartsstyrelsen var en sammanslagning av Luftfartsinspektionen och Flygplatsnämnden. Det var en fristående myndighet från Luftfartsverket, till skillnad från den föregående tillsynsmyndigheten Luftfartsinspektionen. 
Luftfartsinspektionen hade tagit alla myndighetsbeslut självständigt men den nära kopplingen till Luftfartsverket ansågs, av riksdag och regering tillsammans med marknadens aktörer, utgöra en risk för jäv i flygsäkerhetsfrågor där Luftfartsverket hade ett ansvar. Därför beslutade man att inrättada den fristående myndigheten Luftfartsstyrelsen med den gamla inspektionen som stomme. Samtidigt genomfördes organisationsändringar och ytterligare myndighetsuppgifter tillfördes Luftfartsstyrelsen.
Luftfartsstyrelsen handhade bland annat frågor rörande flygcertifikat och luftfartygsregistreringar. Luftfartsstyrelsen samarbetade med och styrdes i stor utsträckning av ICAO, EASA, Eurocontrol och JAA.
Luftfartsstyrelsens uppgifter överfördes den 1 januari 2009 till Transportstyrelsen.